# Marianne Thyssen
Marianne Leonnie Petrus Thyssen (ur. 24 lipca 1956 w Sint-Gillis-Waas) – belgijska i flamandzka polityk, posłanka do Parlamentu Europejskiego, przewodnicząca partii Chrześcijańscy Demokraci i Flamandowie (2008–2010), członkini Komisji Europejskiej (2014–2019).

## Życiorys
W 1979 ukończyła studia prawnicze na Katholieke Universiteit Leuven, po których pracowała jako asystentka na tej uczelni. Była także prawnikiem sekretarza stanu ds. zdrowia. Pełniła funkcję zastępcy sekretarza generalnego UNIZO, organizacji zrzeszającej małych i średnich przedsiębiorców. Przez wiele lat była zastępcą burmistrza Oud-Heverlee.
W 1991 po raz pierwszy objęła wakujący mandat deputowanej do Parlamentu Europejskiego. Odnawiała go w kolejnych wyborach w 1994, 1999, 2004 i 2009. Zasiadła w grupie Europejskiej Partii Ludowej, w VII kadencji weszła w skład Komisji Gospodarczej i Monetarnej. Poprzednio pracowała w Komisji Rynku Wewnętrznego i Ochrony Konsumentów, była wiceprzewodniczącą frakcji EPP-ED.
15 maja 2008 Marianne Thyssen została wybrana na przewodniczącą flamandzkiej chadecji – partii Chrześcijańscy Demokraci i Flamandowie. 23 czerwca 2010 zastąpił ją Wouter Beke. W 2014 uzyskała mandat na szóstą z rzędu kadencję Europarlamentu. W tym samym roku została nominowana (od 1 listopada 2014) na komisarza ds. zatrudnienia, spraw społecznych, umiejętności i mobilności pracowników w Komisji Europejskiej, na czele której stanął Jean-Claude Juncker. Zakończyła urzędowanie wraz z całą KE w 2019.